# Мельхіоре Кафа
Мельхіоре Кафа (італ. Melchiorre Cafà, мальт. Melchiorre Gafà; січень 1636, Біргу, Мальта — 4 вересня 1667, Рим) — відомий мальтійський скульптор XVII століття епохи бароко, брат архітектора Лоренцо Гафа.

## З біографії
При хрещенні (21 січня 1636) отримав ім'я Марчелло. У більш зрілому віці, з 1658 року, вже в Римі часто прозивався Мельхіоре Мальтієць.
Почав вивчати скульптуру в римській майстерні Ерколе Феррати, який допоміг талановитому юнакові освоїти технічну сторону цього мистецтва. У 1660 отримав перше велике замовлення від принца Камілло Памфілі на рельєф Мучеництво св. Евстасія для церкви Сант'Агнезе в Агоні. З 1662 — член римської художньої академії Святого Луки. Товаришував з художником Джованні Баттіста Гауллі.
Помер в результаті нещасного випадку в ливарній майстерні при соборі святого Петра, виконуючи замовлення по прикрасі вівтаря для собору святого Іоанна в головному місті Мальти, Валетті.

## Вибрані роботи
- Дерев'яна статуя св. Павла (1659) в церкві Сент-Поль, Валетта
- Дерев'яна статуя Богоматері з чотками (1660—161) в домініканській церкві в Рабаті, Мальта
- Скульптура св. Павла (1667, закінчена Ерколе Ферати) в колегіальній церкві св. Павла в Рабаті, Мальта

В Державному Ермітажі в Санкт-Петербурзі знаходяться наступні статуї М. Кафа:
- Св. Андрій, (1660-і роки, теракота, 42 см)
- Лев, (1660-і роки, теракота, 24 см)
- Св. Андрій Авеллінскій, (теракота, 42 см).

## Галерея

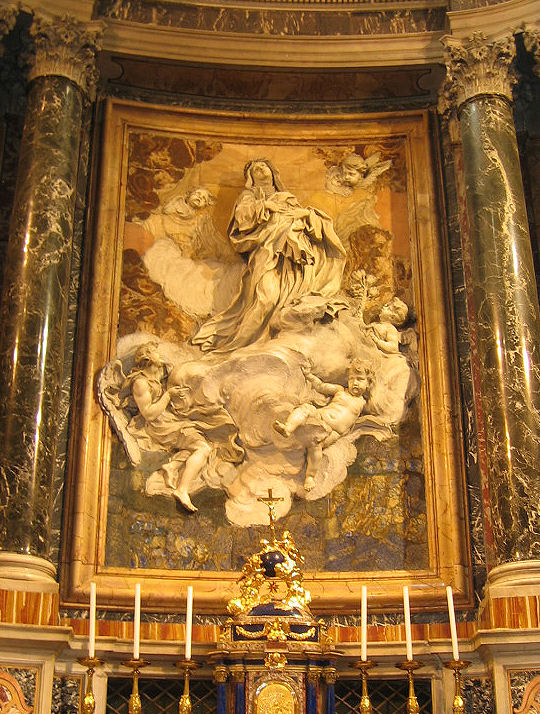
Розчулення Св.Катерини Сієнської (1666), Рим, церква Санта-Катаріна да Сієна а Магнанаполі
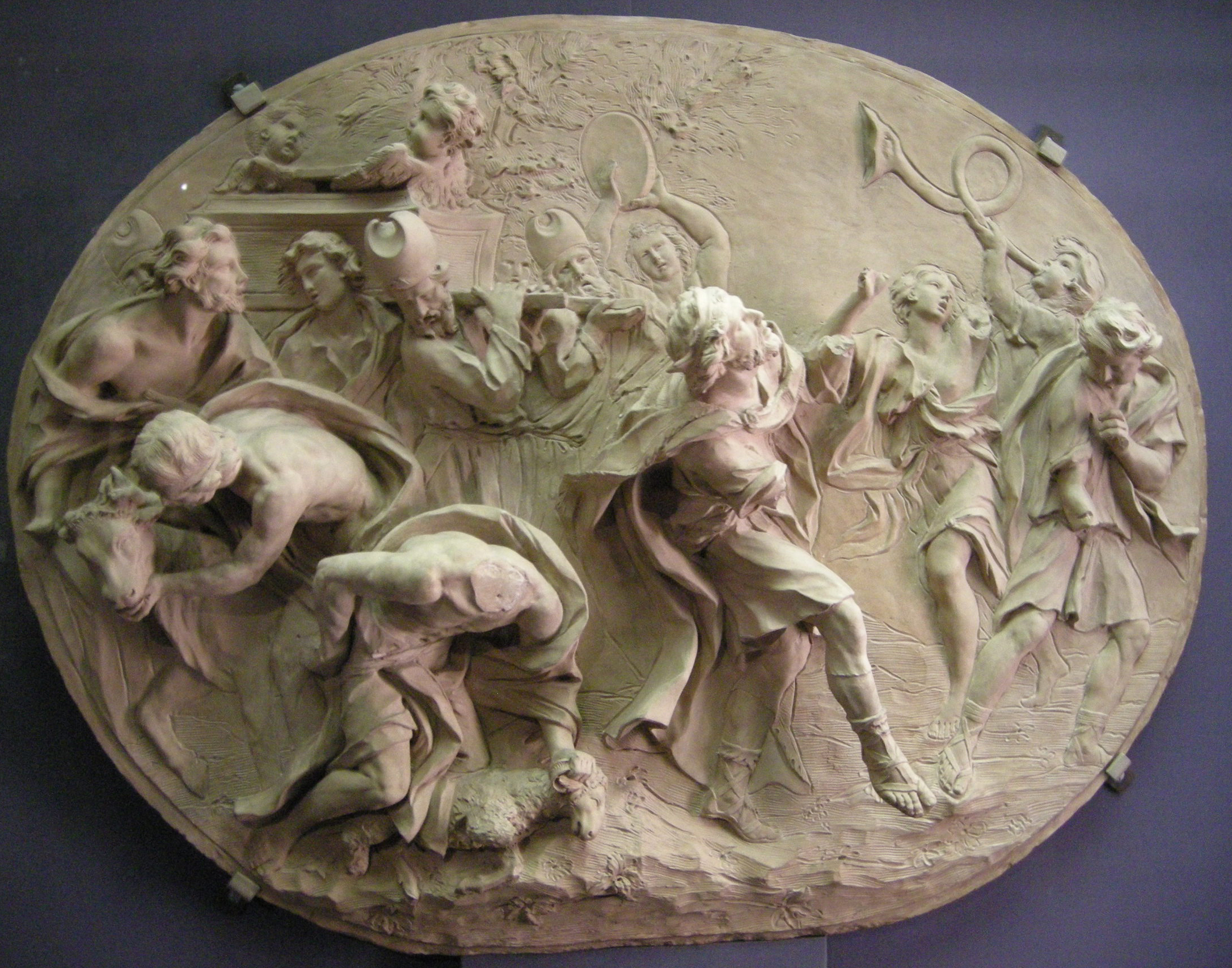
Танцюючий Давид (1660-1665)
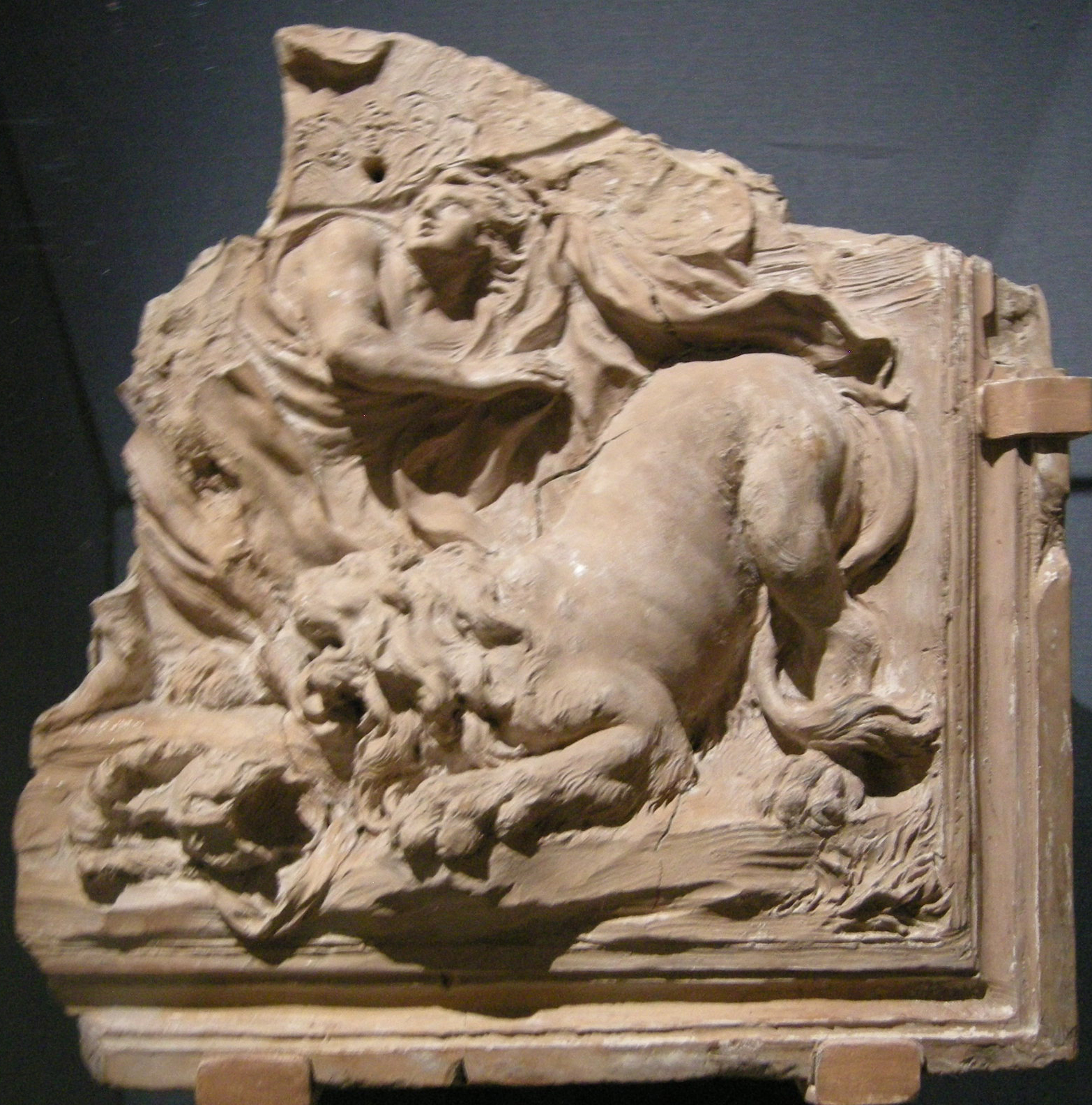
Мучеництво св. Евстасія (1660)
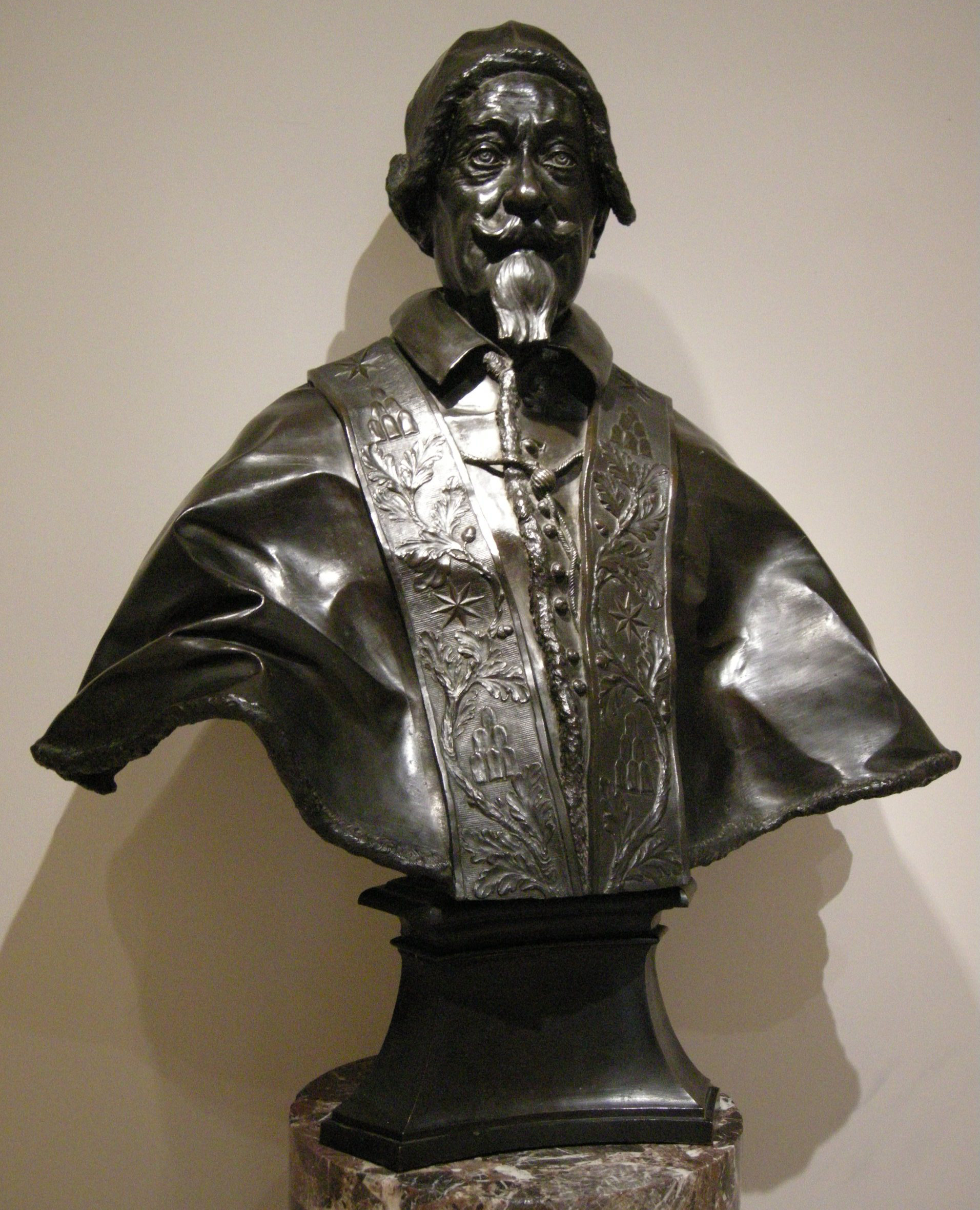
Бюст Папи Римського Олександра VII (1667)